# Chapelle de la Trinité (Concarneau)

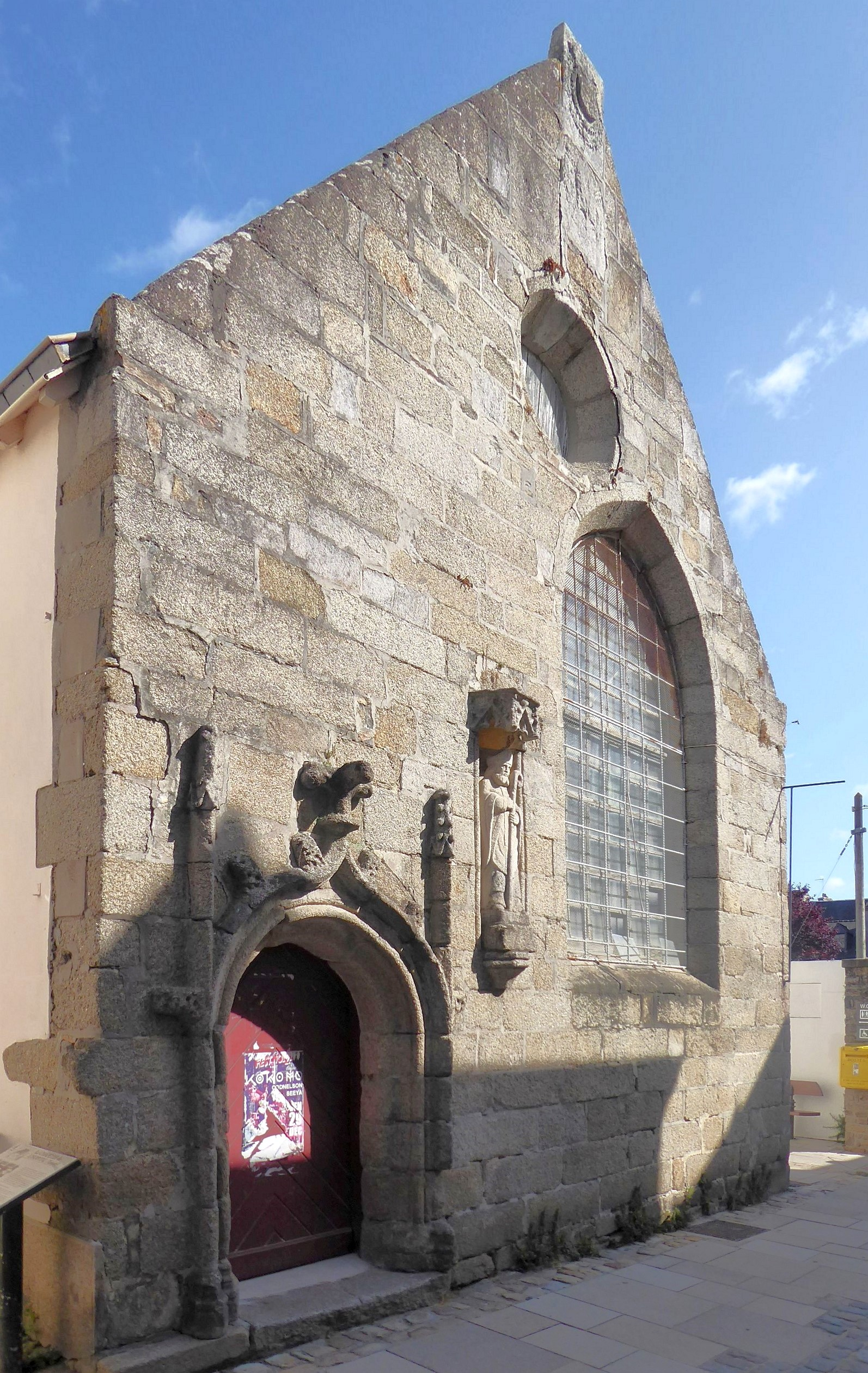
Die Chapelle de la Trinité in Concarneau

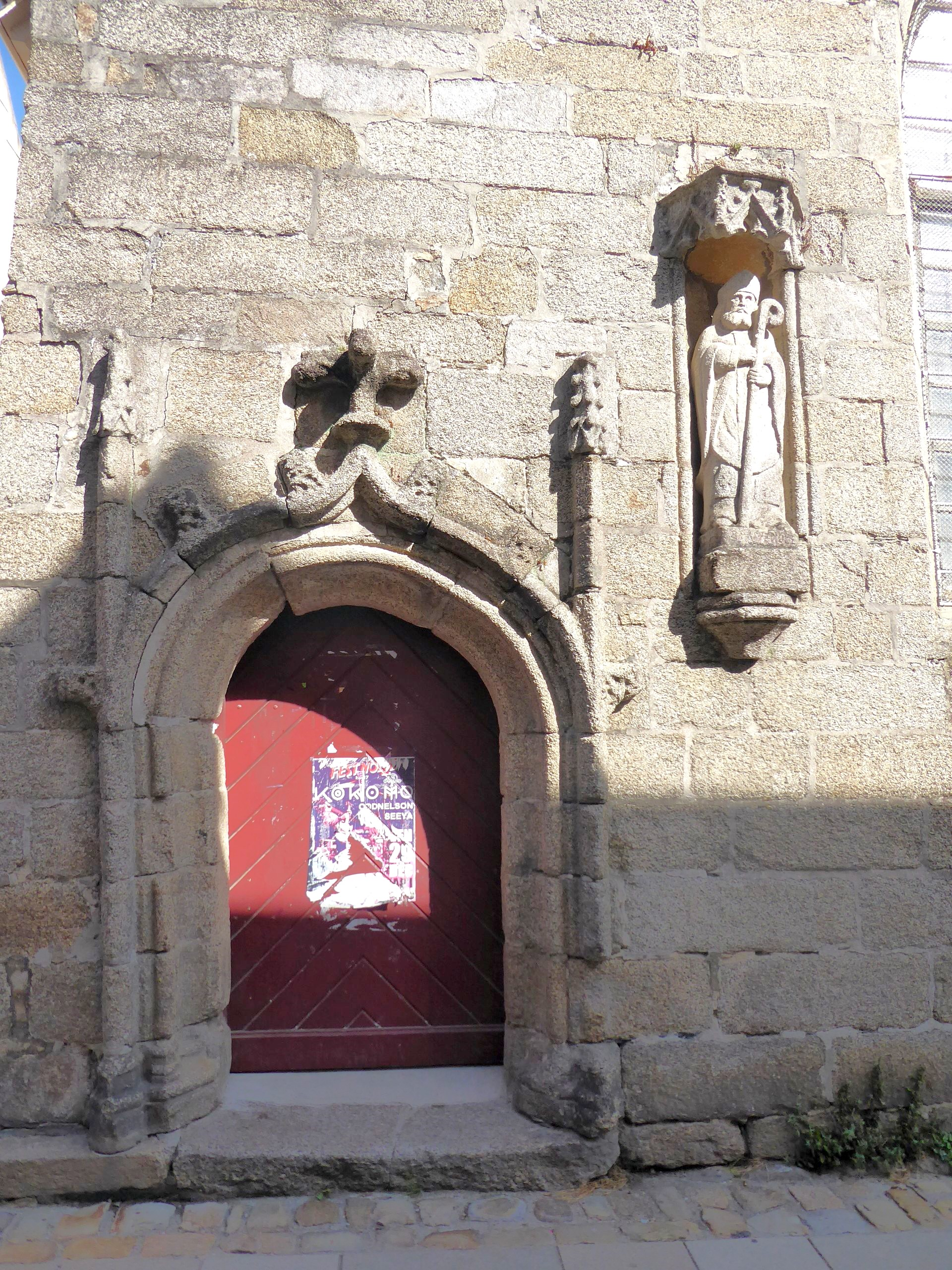
Hauptportal und Figur des heiligen Guénolé

Die Chapelle de la Trinité (Dreifaltigkeitskapelle) ist eine profanierte Kapelle in Concarneau im Département Finistère in der Bretagne. Die Kapelle befindet sich inmitten den Befestigung der historischen Altstadt, der Ville Close.

## Beschreibung
Die spätgotische Kapelle mit dem Patrozinium der heiligen Dreifaltigkeit wurde zu Beginn des 16. Jahrhunderts errichtet. Das Gotteshaus diente als Kapelle des Hospitals der benachbarten Zitadelle. Der heute nicht mehr vorhandene Krankensaal öffnete sich direkt zur Kapelle und ermöglichten es den Patienten, den Gottesdienst von ihren Betten aus zu verfolgen. Seit dem 18. Jahrhundert wurde die Kapelle durch den Orden der Schwestern von St. Thomas von Villanova (Soeurs de Saint-Thomas de Villeneuve) betreut. Im Zuge der Französischen Revolution mussten die Schwestern das Hospital verlassen, und die Kapelle diente zunächst als Versammlungsraum eines Revolutionskomitees, dann als ein Tempel der Vernunft. Später wurde sie als Schule und erneut als Andachtsraum genutzt. Das Hospital war bereits zu Beginn des 19. Jahrhunderts Ruine. Von der Kapelle erhalten hat sich hauptsächlich die nach Süden hin orientierte Fassade zur Straße Rue Vauban mit einem Portal im Stil der Flamboyantgotik. In der Nische rechts davon wurde im Jahr 1954 eine moderne Skulptur des heiligen Guénolé aufgestellt, des Stadtpatrons von Concarneau.